# Amurská válečná flotila

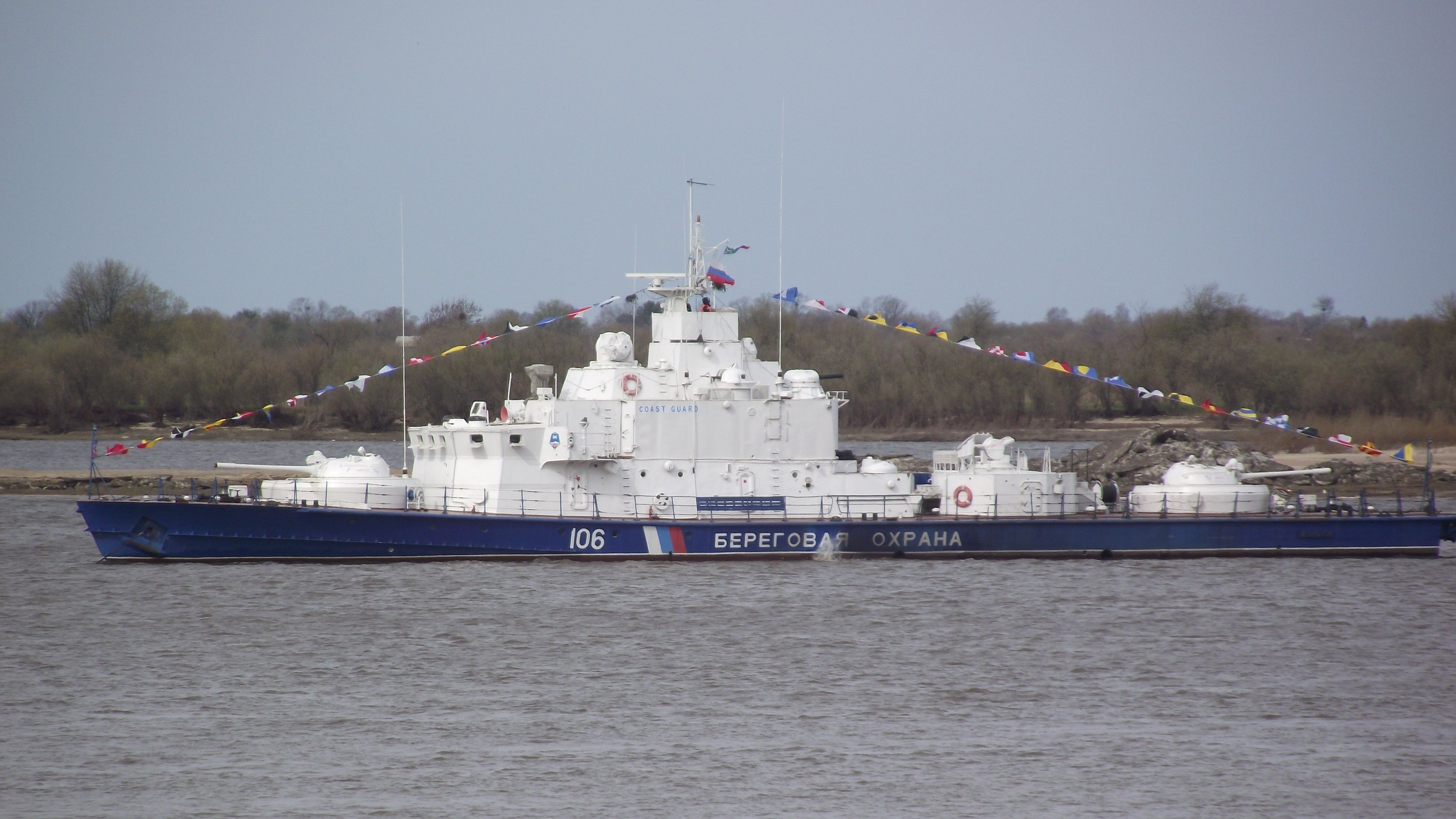
Dělový člun Amurské válečné flotily

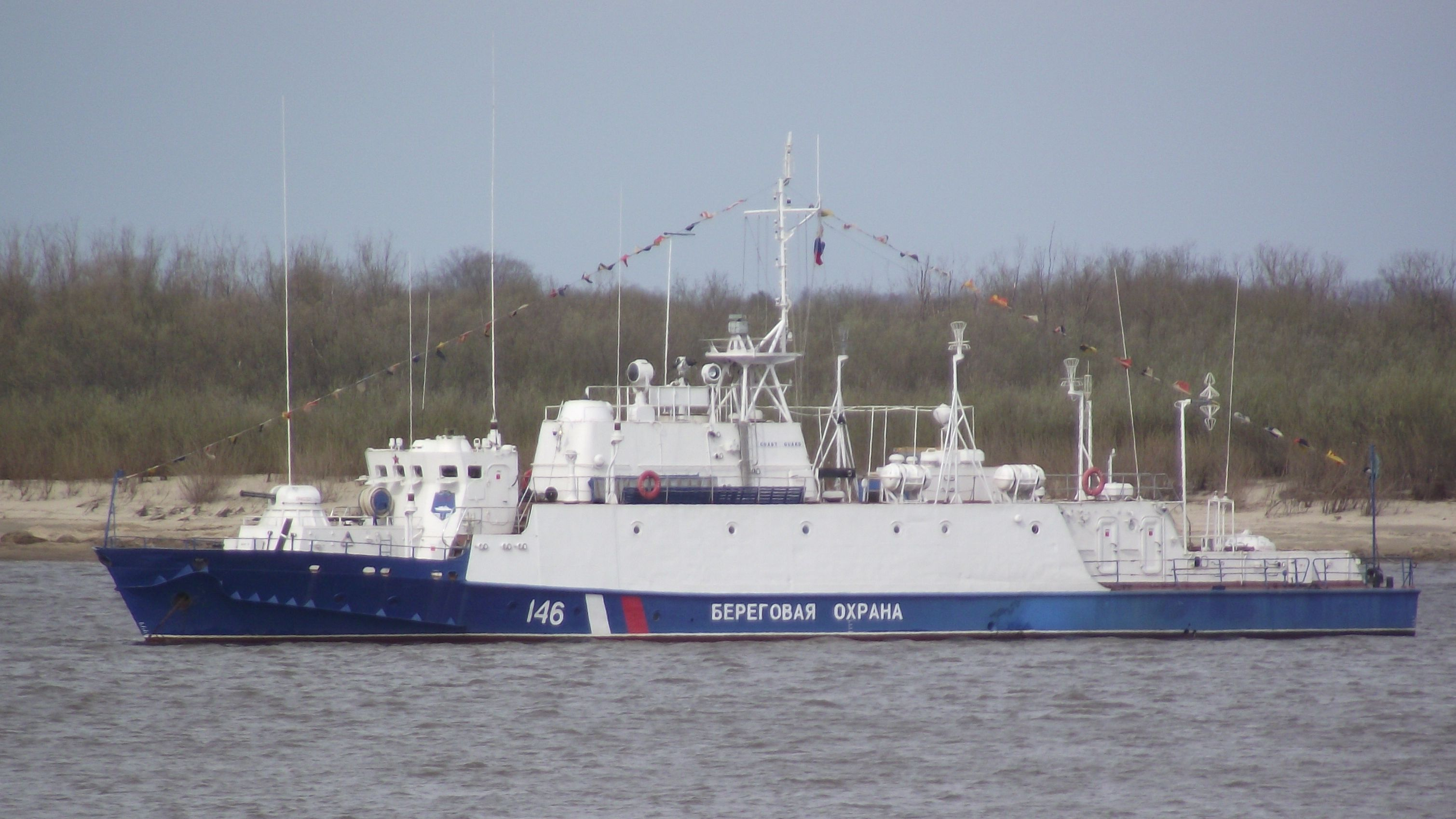
Pohraniční strážní loď Amurské válečné flotily

Amurská válečná flotila (rusky Амурская военная флотилия) je ruská válečná flotila na řece Amur. Její počátky sahají do poloviny 17. století.

## Dějiny
Počátky Amurské válečné flotily sahají do roku 1644, kdy se na Amuru objevily první ruské válečné lodi. V letech 1895 až 1897 vznikla Amursko-ussurijská kozácká flotila k ochraně čínsko-ruské hranice. V roce 1905, ke konci rusko-japonské války, vznikla Zvláštní jednotka lodí Sibiřské flotily, do které patřily ruské válečné lodi na Amuru. 28. listopadu 1908 byly veškeré ruské válečné lodi na Amuru vyčleněny do zvláštní Amurské říční flotily, podřízené velení Přiamurského vojenského okruhu Ruské říše.
V prosinci 1917 byla Amurská říční flotila ovládnuta bolševiky a zúčastnila se na straně Rudé armády bojů s bělogvardějci, Československými legiemi a japonskými vojsky. 7. září 1918 obsadili hlavní skupinu lodí flotily Japonci, kteří je začlenili do vlastní válečné flotily na Amuru. Amurská říční flotila tak přestala existovat.
Japonci část lodí bývalé Amurské říční flotily zničili, zbývající část pak znovu získali bolševici, kteří je včlenili do nově vytvořené Amurské flotily Lidově-revoluční armády Dálněvýchodní republiky, později několikrát přejmenované. Toto uskupení se opět aktivně účastnilo na bolševické straně ruské občanské války. Po připojení Dálněvýchodní republiky k RSFSR byla Amurská říční flotila včleněna do ozbrojených sil RSFSR a Sovětského svazu.
Jako součást ozbrojených sil Sovětského svazu se Amurská říční flotila účastnila bojů na Čínsko-východní železnici, sovětsko-japonské války a čínsko-sovětských pohraničních konfliktů.
Po rozpadu Sovětského svazu se Amurská válečná flotila stala součástí Pohraničních vojsk Ruské federace.